# Anoushka Shankar
Anoushka Shankar (Londres, 9 de juny de 1981) és una sitarista i composidora índia.

## Biografia
Anoushka Shankar va néixer a Londres, filla de Sukanya Rajan i el prestigiós músic indi Ravi Shankar, i mitja germana de la cantant estatunidenca Norah Jones. La seva infància es va dividir entre Londres i Delhi. Com a adolescent, va viure a Encinitas, Califòrnia, i va estudiar a la Sant Dieguito Academy. Graduada amb honors el 1999, Shankar va decidir seguir una carrera musical.
Shankar va començar a estudiar sitar amb el seu pare des de petita: va fer una actuació pública als tretze anys, i va signar el seu primer contracte d'enregistrament als setze. El 29 de novembre de 2002, va conduir el Concert for George al Royal Albert Hall a Londres, en homenatge a la memòria de George Harrison.
El 2010 es va casar amb el director britànic Joe Wright. Van tenir dos fills i se'n va divorciar el 2018. Viu a Londres amb els seus dos fills.

## Premis
- British House of Commons Shield, 1998.
- Premi «Dona de l'any» (compartit amb Kareena Kapoor, Ritu Beri, i Rhea Pillai) en el dia internacional de la dona de 2003.

## Activisme
Shankar és defensora dels drets dels animals. A més, és portaveu de les Nacions Unides en el programa d'aliments a l'Índia.

## Discografia

### Àlbums d'estudi
- Anoushka (1998)
- Anourag (2000)
- Rise (2005)
- Breathing Under Water (2007)
- Traveller (2011)
- Traces of You (2013)
- Home (2015)
- Land of Gold (2016)

### En directe
- Live at Carnegie Hall (2001)